# Halcyon
Halcyon és un gènere d'ocells de la família dels alcedínids (Alcedinidae).

## Llista d'espècies
Avui es considera que aquest gènere està format per 12 espècies:
- alció roig (Halcyon coromanda).
- alció d'Esmirna (Halcyon smyrnensis).
- alció gorjablanc (Halcyon gularis).
- alció de Java (Halcyon cyanoventris).
- alció xocolata (Halcyon badia).
- alció encaputxat (Halcyon pileata).
- alció capgrís (Halcyon leucocephala).
- alció capbrú (Halcyon albiventris).
- alció estriat (Halcyon chelicuti).
- alció pitblau (Halcyon malimbica).
- alció del Senegal (Halcyon senegalensis).
- alció de manglar (Halcyon senegaloides).